# 戴納山
72°22′S 0°40′E / 72.367°S 0.667°E
戴納山是南極洲的山峰，位於毛德皇后地的瑪塔公主海岸，處於克維托爾滕山以西4公里，屬於斯維爾德魯普山脈的一部分，由德國探險隊拍攝空中照片。